# Beania pseudocolumbiana
Beania pseudocolumbiana är en mossdjursart som beskrevs av Gontar 1993. Beania pseudocolumbiana ingår i släktet Beania och familjen Beaniidae. Inga underarter finns listade i Catalogue of Life.